# Osbornoceros osborni
Osbornoceros osborni — вымерший вид парнокопытных семейства вилороговые. Существовал в позднем миоцене (от 10,3 до 5,332 млн лет назад). Эндемик Северной Америки. Единственный вид монотипического рода.
На сегодняшний день известно почти десять образцов окаменелостей этого вида. Все они относятся к формации Chamita в карьере в штате Нью-Мексико. Там же было найдено множество других ископаемых, например кости вымершего барсука Chamitataxus, жившего в то же самое время. Голотип Osbornoceros был найден в 1937 году.
Osbornoceros был поразительно похож на современного вилорога: он был легко сложён и имел несколько небольших рогов. Как и современный вилорог, Osbornoceros osborni обитал на травянистых равнинах. Скорее всего, этот зверь быстро бегал.